# Elektrický sitár

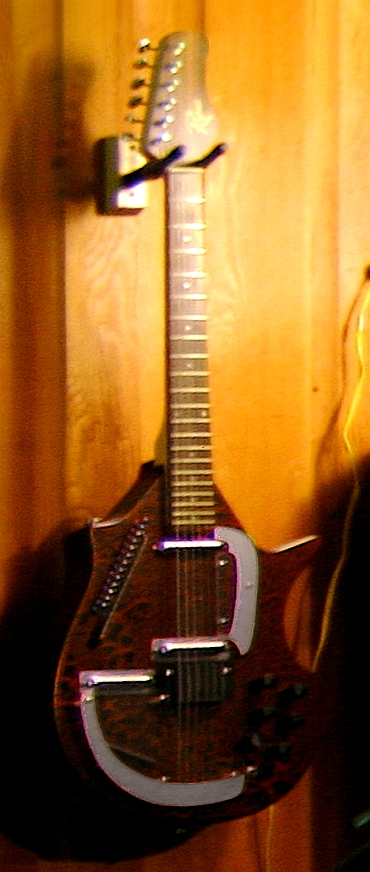
Elektrický sitár

Elektrický sitár je elektrická kytara, jejíž zvuk je podobný zvuku sitáru. Elektrický sitár byl použit například ve skladbách „Cry Like A Baby“ od The Box Tops nebo „It's A Shame“ od The Spinners. Na elektrický sitár hraje například také Warren Cuccurullo.